# Arthrinium sacchari
Arthrinium sacchari är en svampart som först beskrevs av Speg., och fick sitt nu gällande namn av M.B. Ellis 1965. Arthrinium sacchari ingår i släktet Arthrinium och familjen Apiosporaceae.   Inga underarter finns listade i Catalogue of Life.